# Heliotropium albiflorum
Heliotropium albiflorum là loài thực vật có hoa trong họ Mồ hôi. Loài này được Engl. mô tả khoa học đầu tiên.